# Myathropa florea
Myathropa florea je muha iz družine trepetavk.

## Opis
Odrasli primerki te muhe, katere glavna hrana je nektar različnih cvetov, zrastejo od 12 do 16 mm v dolžino. Po telesu imajo rumeno-črn vzorec, ki spominja na osjega. Ličinke živijo v vodi in dihajo skozi dolgo cevko na zadnjem koncu telesa. Cevka sega do površine vode tako, da ličinka lahko diha atmosferski kisik. Ličinke se lahko razvijajo tudi v kompostu in vlažnem lesu.